# Geronticus eremita
L'ibis eremita (Geronticus eremita Linnaeus, 1758) è un uccello pelecaniforme della famiglia dei Treschiornitidi.. È una specie in pericolo di estinzione.
Un tempo la specie era piuttosto diffusa lungo le zone rocciose e le scogliere di Europa meridionale, Medio Oriente e Nordafrica. Il declino numerico dell'ibis eremita è cominciato secoli fa e almeno fino ai primi del '900 le sue cause sono ignote: dall'inizio del XX secolo però la popolazione di ibis ha subito un calo drastico, pari al 98% circa, dovuto alla combinazione di vari fattori, in primis la caccia di frodo, ma anche la distruzione dell'habitat per far posto ad allevamenti e piantagioni di tipo intensivo, l'utilizzo di fitofarmaci, il disturbo delle rotte migratorie e delle colonie riproduttive a causa dell'eccessiva antropizzazione.
Attualmente l'ibis eremita è scomparso dalla maggior parte dell'habitat originario e allo stato selvatico ne rimangono solo poche colonie isolate in Marocco e Siria (dove peraltro è stato riscoperto solo nel 2002), per un totale mondiale di circa 550 individui selvatici. Oltre alle colonie selvatiche sono però presenti, specialmente in Europa, colonie semiselvatiche o in cattività di questi uccelli per un totale di un migliaio di esemplari circa: a partire da queste sono in fase di studio o di attuazione vari programmi di reintroduzione dell'ibis eremita nel suo ambiente originario.

## Tassonomia
Si tratta di un ibis, e come tale appartiene alla famiglia dei Threskiornithidae ed in particolare alla sottofamiglia dei Threskiornithinae, comprendente le varie specie di ibis. Nell'ambito di questa sottofamiglia, l'ibis eremita occupa un genere a parte, Geronticus, che condivide con una sola altra specie vivente, l'ibis calvo (Geronticus calvus): le due specie si differenziano dagli altri ibis per alcune caratteristiche fisiche (la nudità della testa, fatta eccezione per la nuca che è ricoperta di penne) e biologiche (tendenza a vivere in ambienti semiaridi piuttosto che umidi ed a nidificare in zone rocciose anziché sugli alberi).
Il nome del genere, Geronticus, deriva dal greco antico γέρων (geron, col significato di "anziano nell'aspetto") e si riferisce all'aspetto arcigno ed alla testa glabra e rugosa di questi animali, che in qualche modo ricorda la testa pelata di una persona anziana: il nome della specie, eremita, deriva invece dal latino, a sua volta mutuato dal greco antico ἐρημία (eremia, col significato di "deserto" o "solitudine"), in riferimento ai luoghi aridi e rocciosi che la specie elegge a propria dimora.

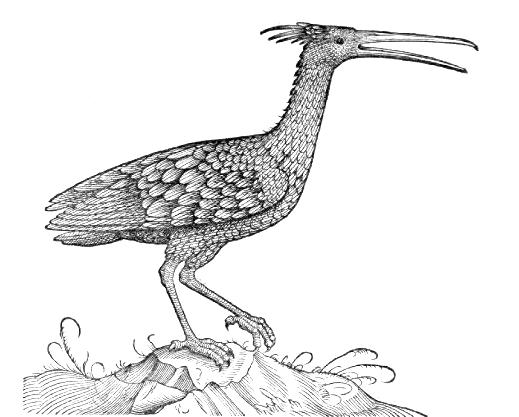
La prima illustrazione conosciuta di un ibis eremita, una xilografia di Gessner risalente al 1555.

La prima illustrazione di un ibis eremita risale al 1555, quando il naturalista svizzero Conrad Gessner mostra uno di questi animali nel bestiario Historiae animalium, descrivendolo come "Corvo sylvatico".
Nel 1758 la specie è fra le prime ad essere classificata secondo la nomenclatura binomiale da Linneo, che nella prima edizione del Systema naturae le assegna prima il nome di Corvus sylvaticus, in accordo con Gessner, ed in seguito ribattezza la specie Upupa eremita. Bisognerà attendere il 1832 perché l'erpetologo tedesco Johann Georg Wagler riclassifichi la specie, ascrivendola all'attuale genere.
I primi resti fossili ascrivibili a questi animali risalgono ad un periodo compreso fra la fine del Pliocene e l'inizio del Pleistocene (1,8 milioni di anni fa), e sono stati rinvenuti in Spagna meridionale: altri resti di ibis eremiti sono stati rinvenuti in giacimenti risalenti al medio Pleistocene (900.000 anni fa) in Sicilia ed in rocce risalenti all'Olocene (10.000 anni fa) nel sud della Francia.
Una specie preistorica molto simile all'ibis eremita, denominata Geronticus balcanicus, è stata rinvenuta in strati pliocenici in Bulgaria: anche i resti di ibis rinvenuti in Sicilia potrebbero appartenere a questa specie, dalla quale tuttavia molto probabilmente avrebbe avuto origine l'attuale ibis eremita, a partire da popolazioni sud-europee o mediorientali.
Attorno ai 400 anni fa hanno cominciato a differenziarsi due popolazioni distinte di ibis eremita, una cosiddetta orientale in Turchia e l'altra occidentale in Marocco. Esse parrebbero presentare differenze a livello morfologico, ecologico ed anche genetico: in particolare, la differenza principale fra le due popolazioni starebbe in una mutazione del DNA mitocondriale, ed in particolare a livello del gene legato al citocromo b. Tuttavia, attualmente gli studiosi tendono a non guardare alle due popolazioni come due sottospecie differenti: fra l'altro, sarebbe molto arduo stabilire quale delle due eventuali sottospecie sia quella nominale, in quanto la prima descrizione della specie venne fatta a partire da un esemplare di provenienza svizzera, perciò di sottospecie ignota in quanto la popolazione svizzera di ibis eremita è estinta da tempo.

## Distribuzione e habitat
Un tempo l'areale dell'ibis eremita era molto esteso: lo si trovava praticamente in tutto il Nordafrica ed il Medio Oriente, oltre che nelle aree montane e nelle scogliere dell'Europa meridionale, ma anche in Svizzera, Austria e Germania: Gessner era svizzero e si basò su un esemplare catturato nei pressi del suo paese per descrivere la specie. Numerose colonie erano situate lungo il Danubio ed il Rodano.
Attorno ai 300 anni fa, però, la specie si avviò verso un lento ed inesorabile declino che ne causò la sparizione prima dall'Europa centrale, poi dall'Europa meridionale.
In Nordafrica, la popolazione di questi uccelli è rimasta invece piuttosto stabile fino alla metà del XX secolo, quando anche qui vi è stata una diminuzione costante del numero di ibis eremita: l'ultima colonia algerina di questi uccelli è scomparsa alla fine degli anni ottanta, mentre in Marocco si è passati dalle 38 colonie nidificanti censite nel 1940 alle 15 del 1975. L'ultima colonia presente sui Monti dell'Atlante non ha più fatto ritorno dalla migrazione nel 1989.

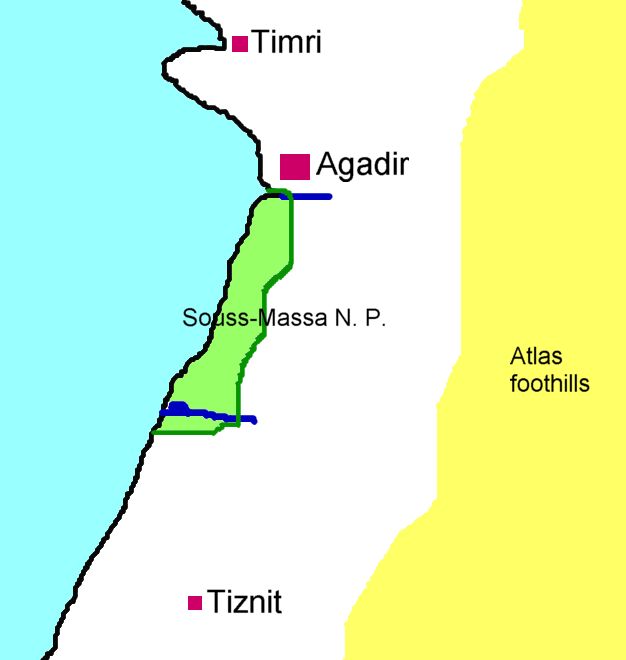
In verde l'areale dell'ibis eremita in Marocco.

Attualmente la stragrande maggioranza di questi uccelli è concentrata in Marocco, dove sono state censite tre colonie nidificanti nel Parco nazionale di Souss-Massa ed una grossa colonia alla foce dello Oued Tamri, nei pressi di Agadir, per un totale di circa 700 esemplari nel 2019: fra i due siti vi è un costante scambio naturale di individui.
Un'altra colonia di ibis eremita è presente in Turchia, nei pressi della cittadina di Bireçik nel sud-est del Paese, dove si è conservata per secoli grazie alla protezione delle autorità religiose locali, in quanto la migrazione annuale degli ibis tradizionalmente guida i pellegrini hajj verso La Mecca: ancora oggi esiste una festa che celebra il ritorno di questi animali dalla migrazione verso sud. La colonia turca contava circa 3000 ibis eremiti fino agli anni settanta: in seguito il numero di esemplari di ritorno dalla migrazione si è ridotto drasticamente e a nulla è valso un tentativo di reintroduzione di coppie riproduttrici nel 1977.

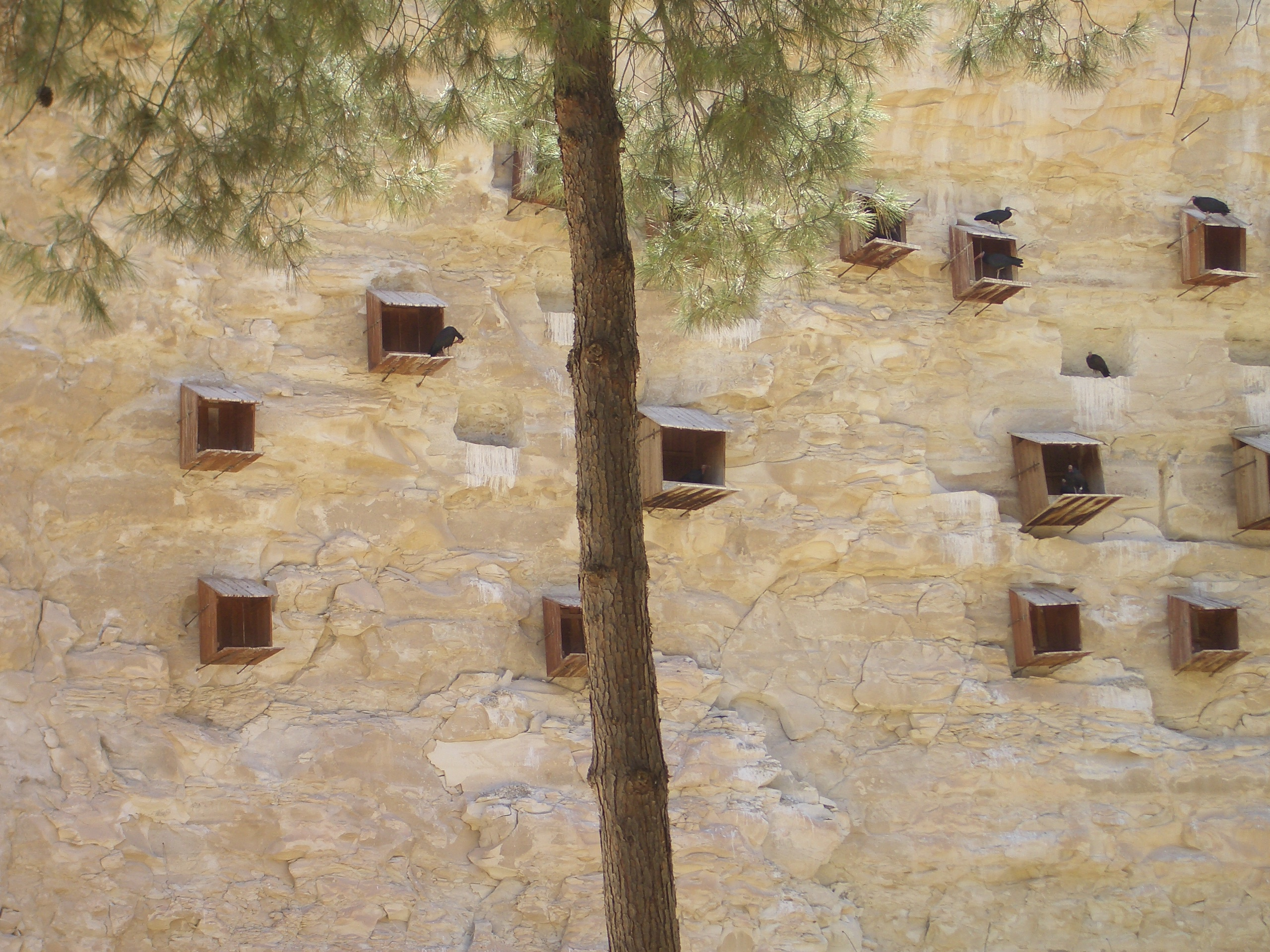
Rifugi artificiali nella colonia turca di ibis eremita.

La popolazione turca di ibis, mantenuta in semi-cattività per volere del governo, pare godere di buona salute, essendo in crescita numerica: per la maggior parte dell'anno gli uccelli vengono lasciati liberi di muoversi per la zona, sita nei pressi del fiume Eufrate. Essi cercano il cibo nei vicini campi coltivati e nelle zone cespugliose; tuttavia viene loro fornito anche del cibo supplementare. Alla fine della stagione riproduttiva, ossia tra la fine di luglio e l'inizio di agosto, essi vengono stabulati in voliere munite di rifugi affinché non possano migrare, per poi essere rilasciati in febbraio. L'obiettivo è quello di consentire la migrazione non appena il numero di adulti della colonia supererà le 100 coppie riproduttrici. Periodicamente alcuni esemplari vengono marcati e lasciati liberi di migrare verso sud.
La popolazione turca selvatica di ibis eremita è diminuita invece in maniera costante, fino al punto di non contare più coppie riproduttrici nel 1992.
Nella primavera del 2002, in base a segnalazioni delle tribù beduine e dei cacciatori locali, degli studiosi scoprirono che nel Deserto siriano, nei pressi del sito archeologico di Palmira, sussistevano ancora popolazioni isolate di ibis eremita, nonostante questo uccello fosse stato dichiarato estinto in Siria circa 70 anni prima: in particolare, vennero trovati quindici siti di nidificazione abbandonati ed uno ancora occupato da una colonia nidificante. La popolazione siriana, stando a quanto riportato in uno studio durato quasi un decennio a partire dal 2002, avrebbe un tasso di fertilità, ma anche di mortalità, maggiore rispetto a quanto riscontrabile in quelle turca e marocchina: tuttavia, nonostante l'arrivo spontaneo nella colonia di alcuni individui di provenienza turca, nel 2010 nel sito di Palmira non rimaneva che una coppia nidificante con tre adulti.
Oltre alle colonie accertate, sporadicamente vengono segnalati esemplari di uccelli identificabili come esponenti di questa specie in Arabia Saudita, Yemen, Israele, Mauritania ed Eritrea: altre segnalazioni, specialmente in Europa, possono anche derivare dall'erronea interpretazione di avvistamenti di mignattaio, il quale, sebbene più piccolo e slanciato rispetto all'ibis eremita, specialmente in volo può facilmente essere confuso con esso.

### Habitat
A differenza della maggior parte degli appartenenti alla propria famiglia, che vivono in aree umide e nidificano sugli alberi, l'ibis eremita predilige le zone rocciose e le scogliere, dove nidifica, in prossimità di zone steppose o semiaride dove cercare il cibo. Nei pressi delle zone di nidificazione dev'essere sempre presente una fonte d'acqua.

## Descrizione

### Dimensioni

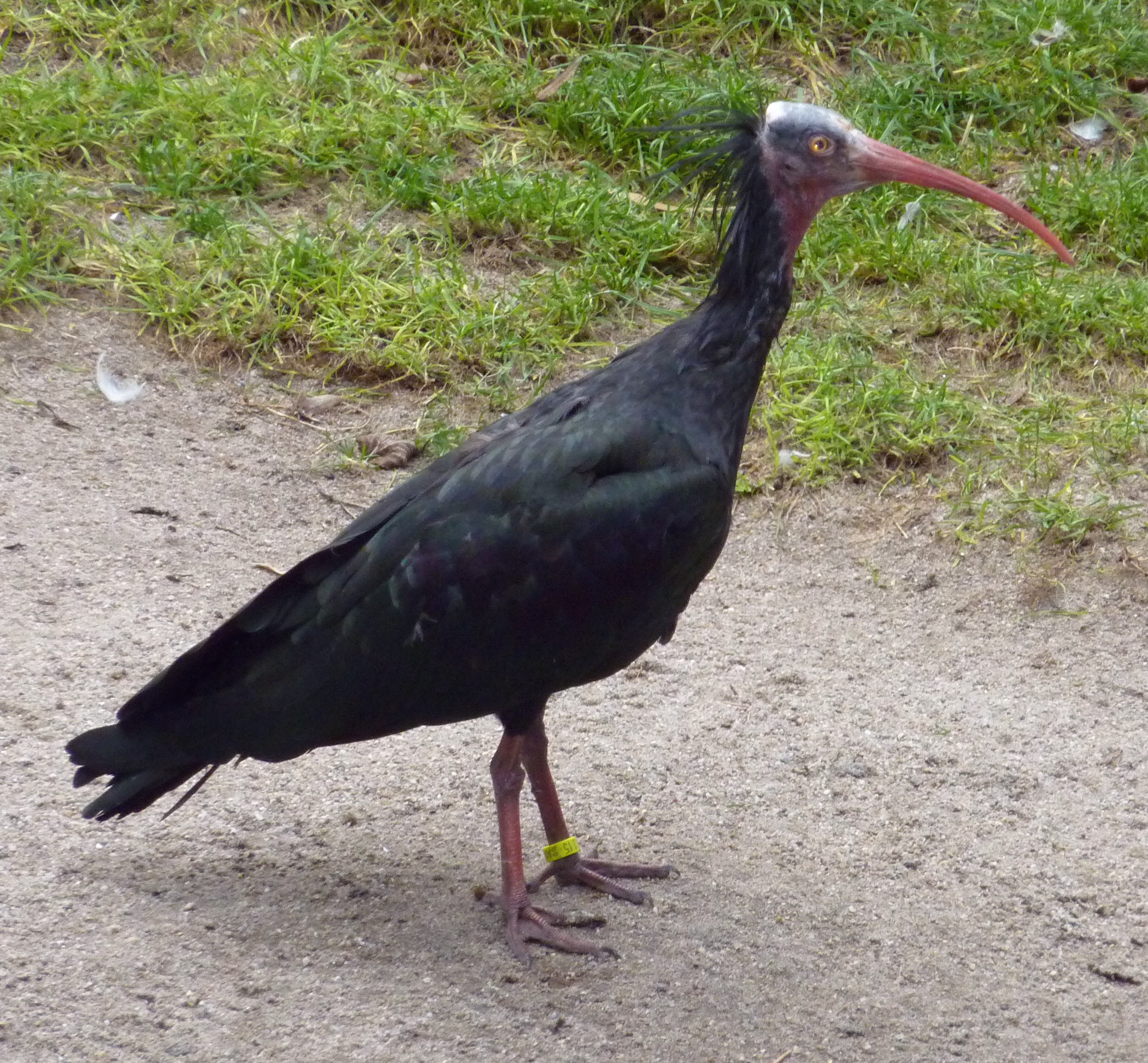
Un ibis eremita in posizione di attenzione.

L'ibis eremita è un uccello di dimensioni medio-grandi, lungo circa 70–80 cm e dall'apertura alare di 125–135 cm. Il peso, come tipico degli uccelli, è molto contenuto in rapporto alle dimensioni: un ibis eremita adulto, infatti raramente supera il chilo e mezzo di peso. I maschi tendono ad avere dimensioni leggermente maggiori a parità d'età rispetto alle femmine: essi inoltre presentano un becco leggermente più lungo.

### Aspetto

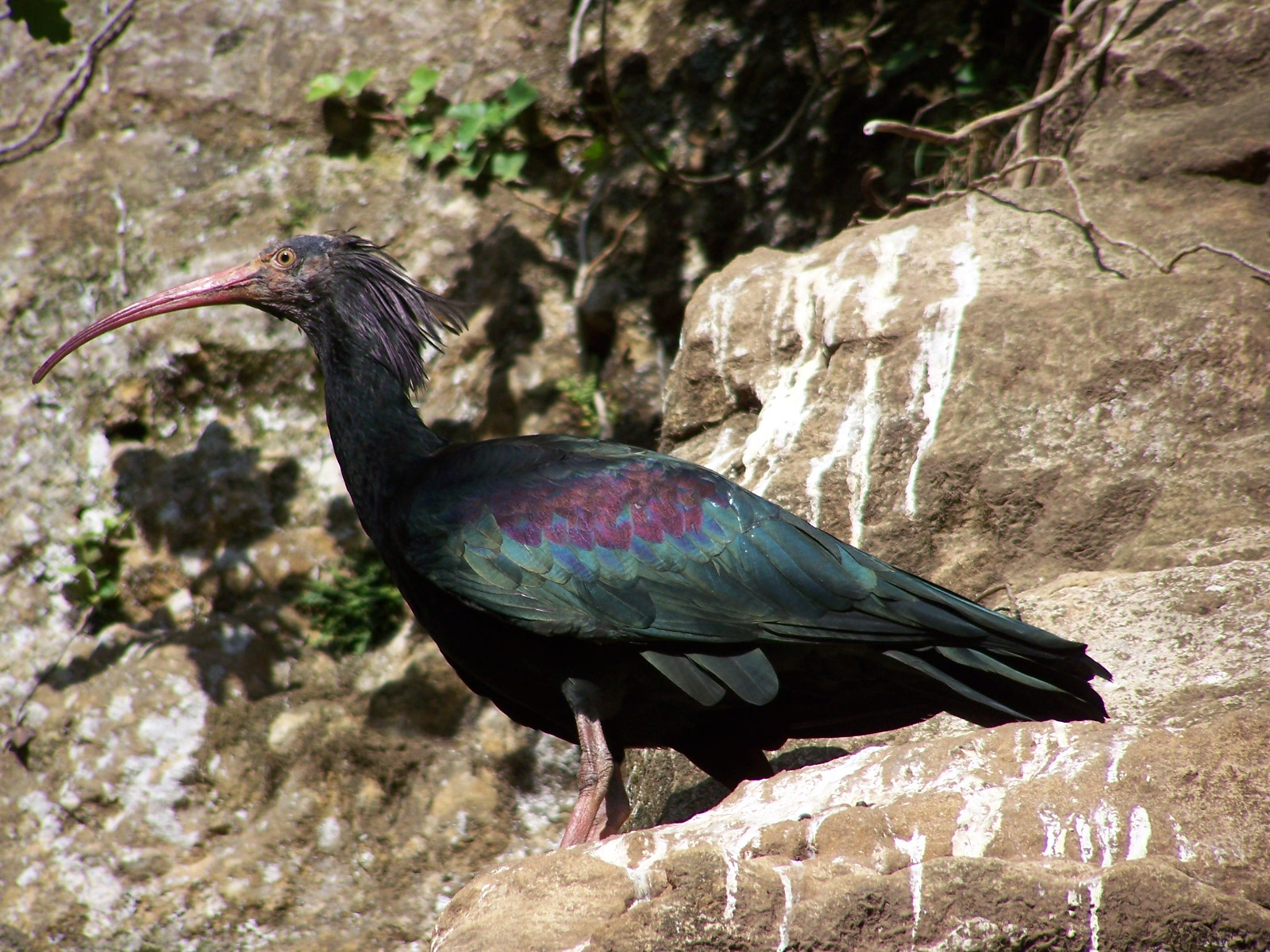
Un ibis eremita lascia chiaramente notare i riflessi metallici del piumaggio.

Il piumaggio è interamente di colore nero corvino in ambedue i sessi: sul petto ed in particolare sulle ali sono presenti riflessi metallici di colore verde, violetto e bronzeo, mentre le copritrici alari presentano una caratteristica sfumatura di colore rosso-rame. Sulla cervice e sulla parte posteriore del collo le penne sono arruffate a formare una sorta di gualdrappa, mentre sulla nuca esse appaiono lanceolate e sono parzialmente erettili a formare un ciuffo. Le parti nude del corpo sono di colore carnicino-rossiccio.

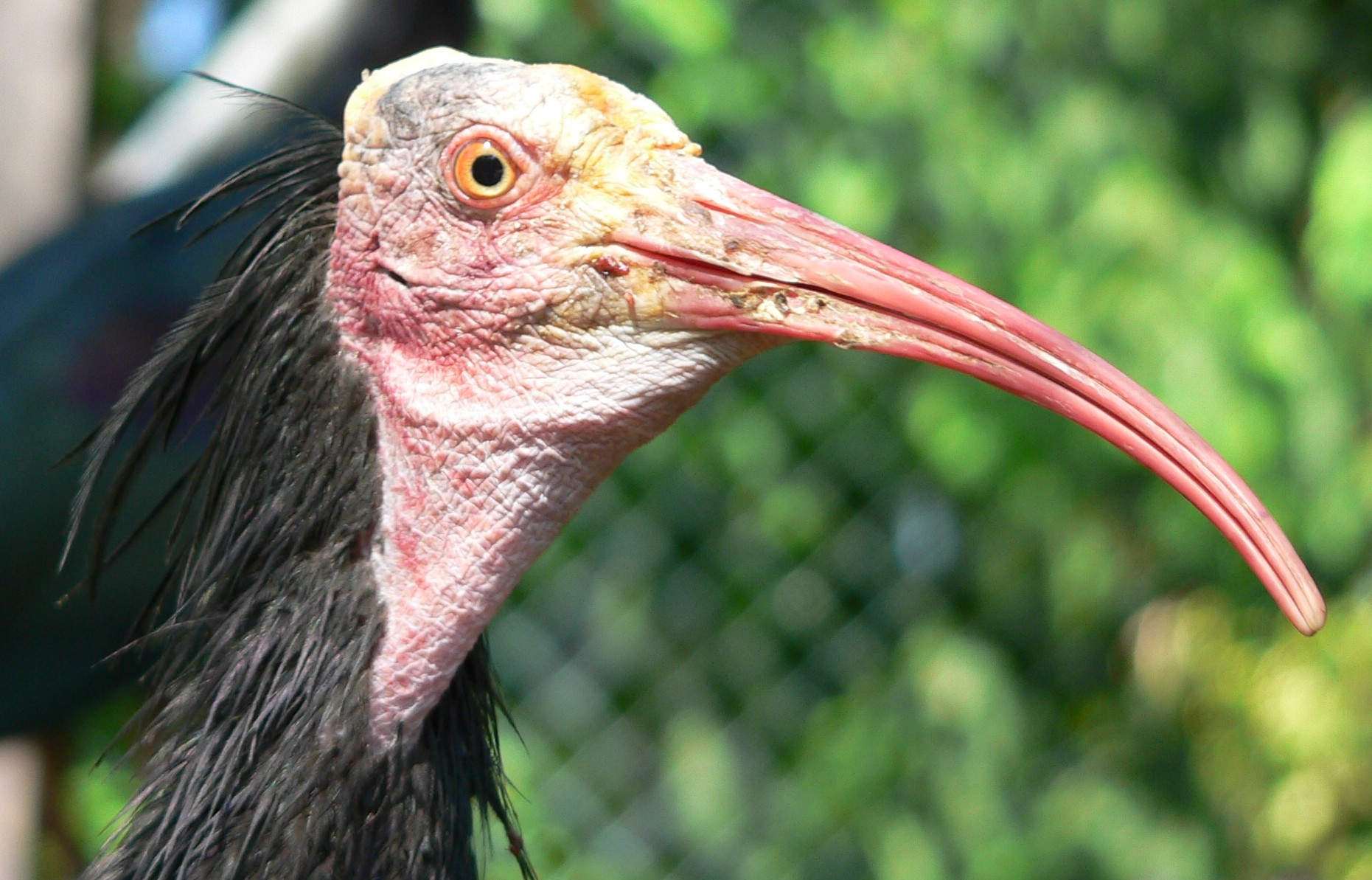
Un primo piano di ibis eremita: notare la testa nuda e rugosa ed il lungo becco.

La testa e la gola, nude, appaiono molto rugose: le zampe sono piuttosto lunghe ma robuste, con forti unghie leggermente uncinate ad ognuna delle quattro dita, delle quali tre sono rivolte in avanti ed uno all'indietro. Gli occhi sono grandi e posti lateralmente: essi presentano pupilla rotonda e sono di colore giallo-ocra.
Il becco è molto lungo (almeno tre volte la testa) e leggermente ricurvo, largo alla base e tendente al graduale restringimento man mano che si procede verso la punta: anch'esso è di colore rosso. Gli ibis facenti parte delle popolazioni marocchine presentano becco mediamente più lungo rispetto a quelli della popolazione turca, a parità di età e di sesso.

## Biologia

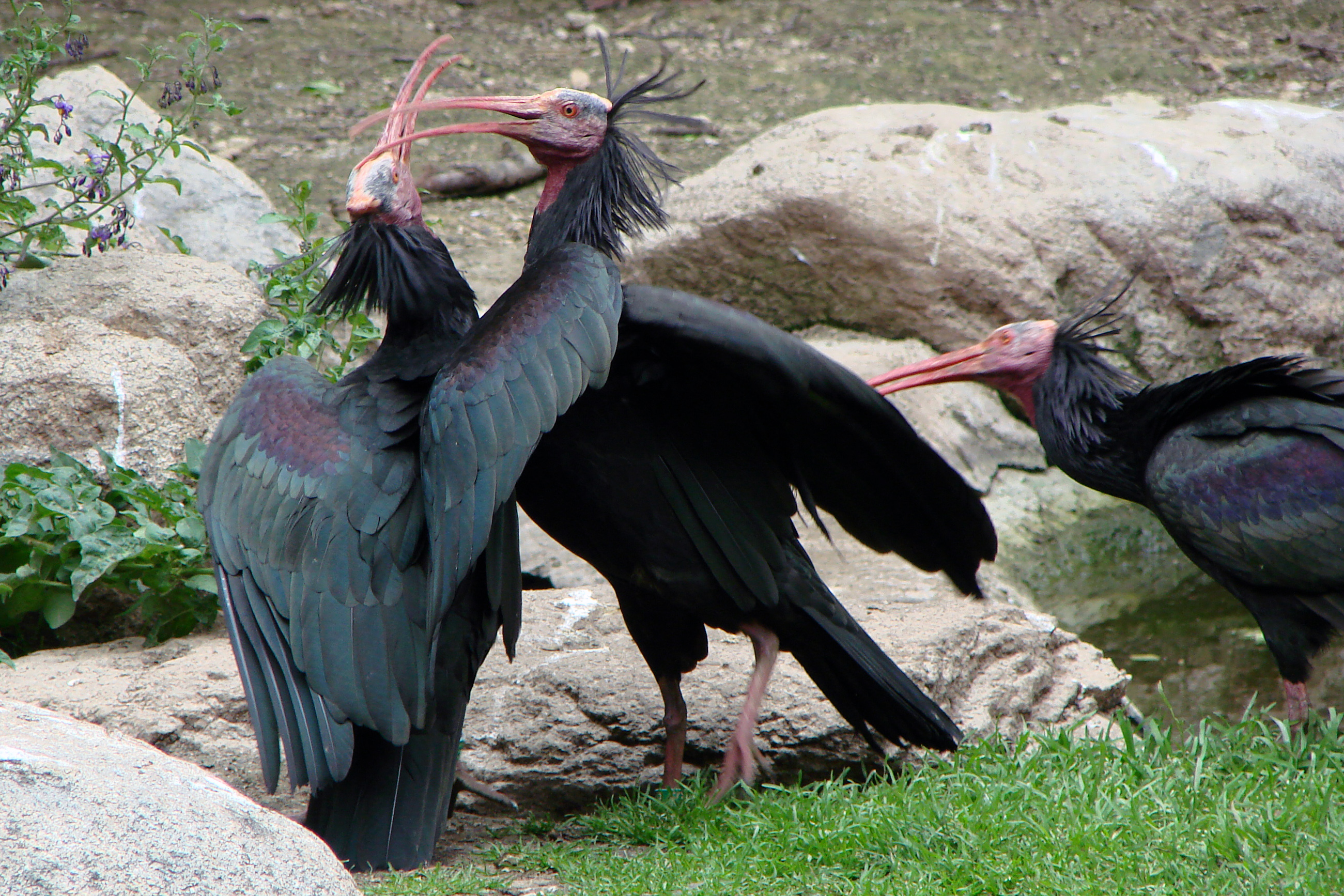
Un gruppetto di ibis eremita.

L'ibis eremita è un uccello gregario, che tende a passare in gruppo la maggior parte del suo tempo. Durante la notte, le colonie rimangono al sicuro lungo le rupi o le scogliere che questi animali eleggono a propria dimora: alle prime luci dell'alba, dalle colonie si staccano gruppi anche di 100 esemplari, che in formazione a "V" si muovono alla ricerca di cibo, spostandosi anche di 10–15 km rispetto ai ricoveri notturni. Per cercare il cibo, gli ibis prediligono le aree steppose, tuttavia li si può trovare anche nelle aree coltivate o cespugliose. Qui questi uccelli si muovono al suolo camminando col becco tenuto perpendicolarmente ad esso e continuamente inserito a mo' di sonda, pronto ad afferrare qualsiasi piccola preda capiti loro a tiro.
Sebbene siano solitamente animali silenziosi, nelle colonie gli ibis eremiti possono emettere dei suoni simili a grugniti o miagolii nasali, il cui significato ai fini della comunicazione intraspecifica rimane oscuro.
Le popolazioni marocchine di ibis eremita rimangono stanziali per tutto l'anno: pur tendendo a disperdersi lungo la linea costiera, durante la stagione riproduttiva esse si concentrano nuovamente nei siti di nidificazione. Sembrerebbe invece che le popolazioni diffuse più verso l'interno del Paese tendessero a migrare in inverno verso le zone costiere stesse, oppure verso le Azzorre o le isole di Capo Verde. Si pensa che la tendenza alla stanzialità delle colonie riproduttive costiere sia dovuta all'umidità costante e dalla relativa stabilità termica fornita durante tutto l'anno dalla prossimità dell'Oceano Atlantico.

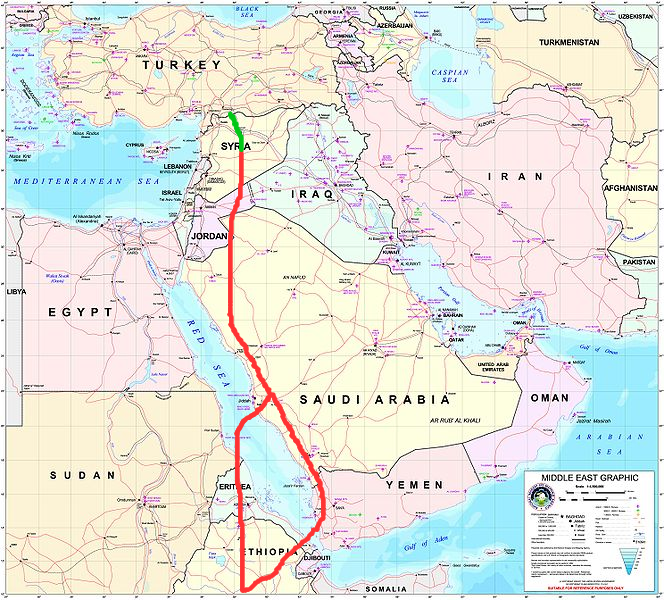
Rotte migratorie degli ibis eremita mediorientali.

Gli esemplari turchi di ibis eremita hanno invece la naturale tendenza a migrare verso sud: per evitare ciò, in autunno essi vengono rinchiusi in voliere, per poi essere rilasciati con l'arrivo della bella stagione.
Monitorando tramite satellite 13 individui provenienti da una colonia siriana nel 2006, è stato osservato che tre di essi (più un quarto esemplare selvatico privo di ripetitore od anelli) hanno scelto come meta per svernare l'acrocoro etiopico, sul quale hanno sostato per cinque mesi, da febbraio a luglio; in Etiopia l'ibis eremita non veniva più segnalato da quasi trent'anni. Per raggiungere l'Etiopia, gli esemplari osservati hanno costeggiato la parte orientale del Mar Rosso lungo Arabia Saudita e Yemen, per poi ritornare a nord attraverso Eritrea e Sudan.

### Alimentazione

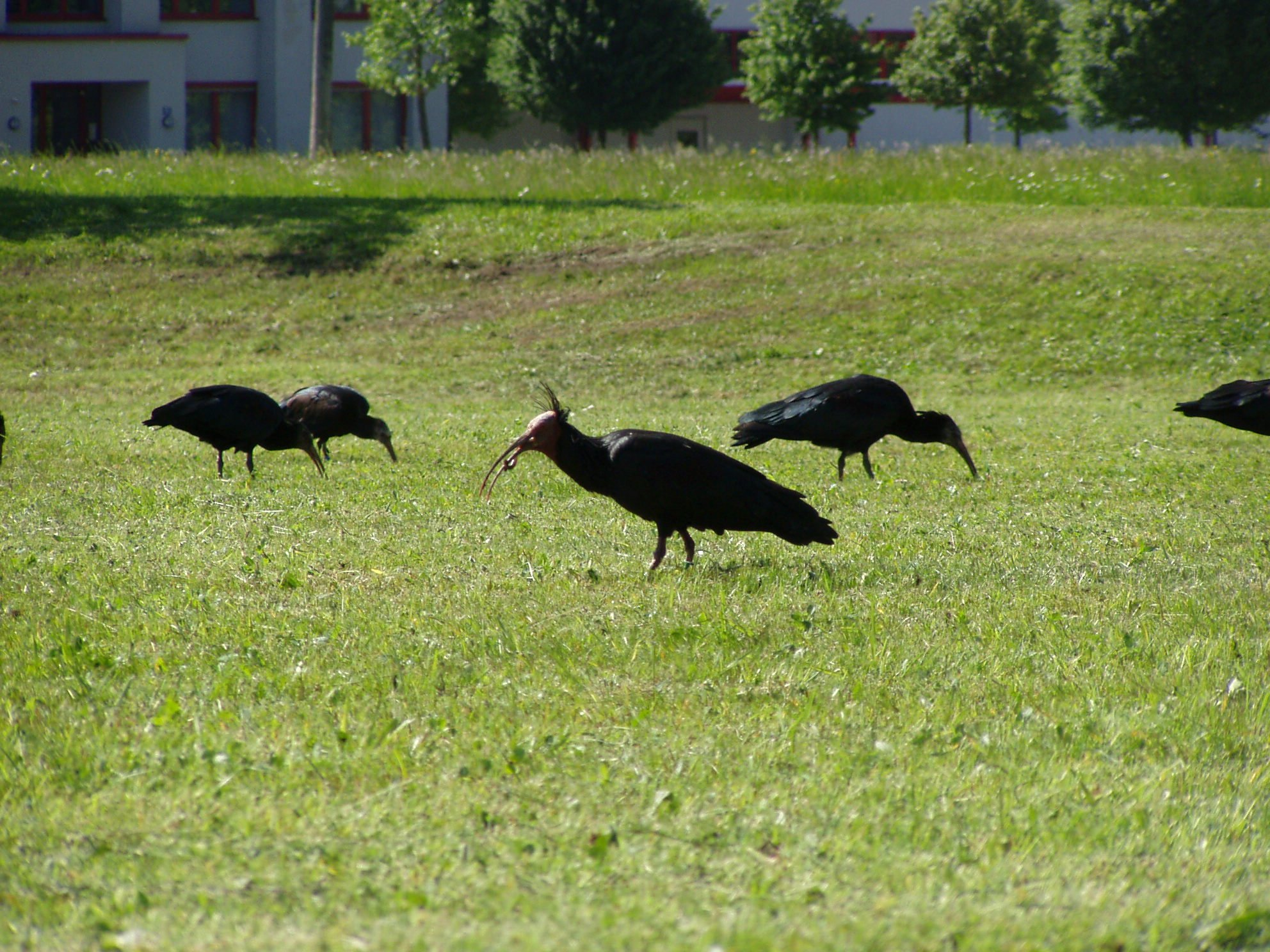
Un gruppo di ibis eremita perlustra un prato alla ricerca di cibo a Grünau.

Analisi svolte sul contenuto fecale di alcuni esemplari della popolazione marocchina di ibis eremita hanno reso noto che la dieta di questi uccelli è molto varia e simile a quella di altre specie della stessa famiglia. Gli ibis si nutrono principalmente di piccoli rettili e insetti tenebrioni, che catturano scandagliando il terreno sabbioso col lungo becco utilizzato a mo' di sonda: all'occorrenza, gli ibis eremiti catturano e mangiano senza problemi anche piccoli mammiferi ed uccelli, lumache, ragni e scorpioni.
A volte i maschi attendono che le femmine catturino qualcosa, per poi sottrarglielo in virtù della loro maggiore stazza.

### Riproduzione
I giovani raggiungono la maturità sessuale attorno al compimento del terzo anno d'età: è tuttavia piuttosto raro che un ibis eremita cominci a riprodursi prima di aver compiuto 4-5 anni.
La stagione riproduttiva coincide con l'inizio del periodo estivo. Il maschio, una volta individuato un sito atto alla nidificazione, lo pulisce con cura da eventuali piante e lo mostra con insistenza alla femmina prescelta: il tutto viene accompagnato dall'arruffamento delle piume della nuca e dall'emissione di bassi gorgoglii da parte del pretendente. Se la femmina gradisce la località dove è ubicata la cavità, allora cede alle avances del maschio e i due formano coppia fissa.
Come luogo di nidificazione viene scelta una cavità nella roccia in una falesia rocciosa o in una scogliera, o comunque in un luogo scosceso e difficile da raggiungere ad eventuali predatori terrestri: in passato, quando questi uccelli erano diffusi anche in Europa, molti di essi sceglievano come luogo per la nidificazione i merli e le finestre dei castelli o di altri edifici abbandonati.
Le coppie rinsaldano il legame fra loro praticandosi a vicenda la pulizia del piumaggio, specialmente nelle zone del corpo più difficili da raggiungere per l'animale (principalmente la nuca e la testa).
Se la femmina acconsente all'invito del maschio, dimostrando perciò di gradire il luogo da lui prescelto per la nidificazione, si dà il via alla costruzione del nido. Questo consiste in un ammasso di ramoscelli posti in forma circolare e foderato con erba o paglia. In questo nido la femmina depone da 2 a 4 uova dalla superficie ruvida, del peso di una cinquantina di grammi ed inizialmente di colore azzurrino con macchie marroni: durante l'incubazione, tuttavia, l'intero uovo tenderebbe ad acquistare una tonalità bruno-giallastra.

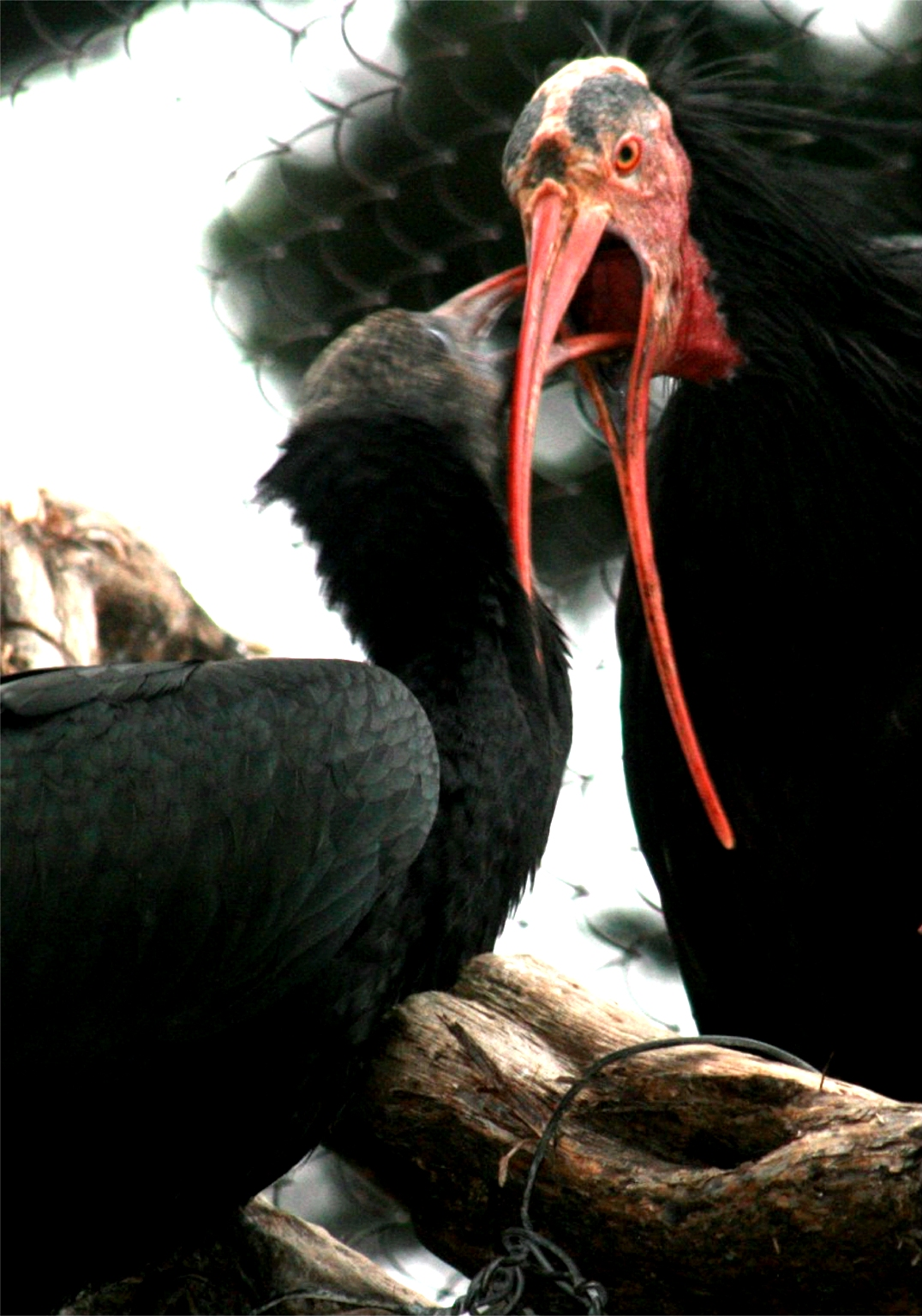
Un ibis eremita nutre un nidiaceo.

La cova viene effettuata da ambedue i genitori, che si danno il cambio per i 24-25 giorni necessari all'incubazione: mentre uno cova, l'altro cerca il cibo per sé, oppure vigila i dintorni alla ricerca di eventuali fonti di disturbo per le uova. Alla schiusa, i nidiacei presentano piumaggio di colore uniformemente bruno chiaro, e vengono nutriti da ambedue i genitori almeno fino a quando non sono in grado di volare, cosa che avviene attorno al secondo mese di vita.

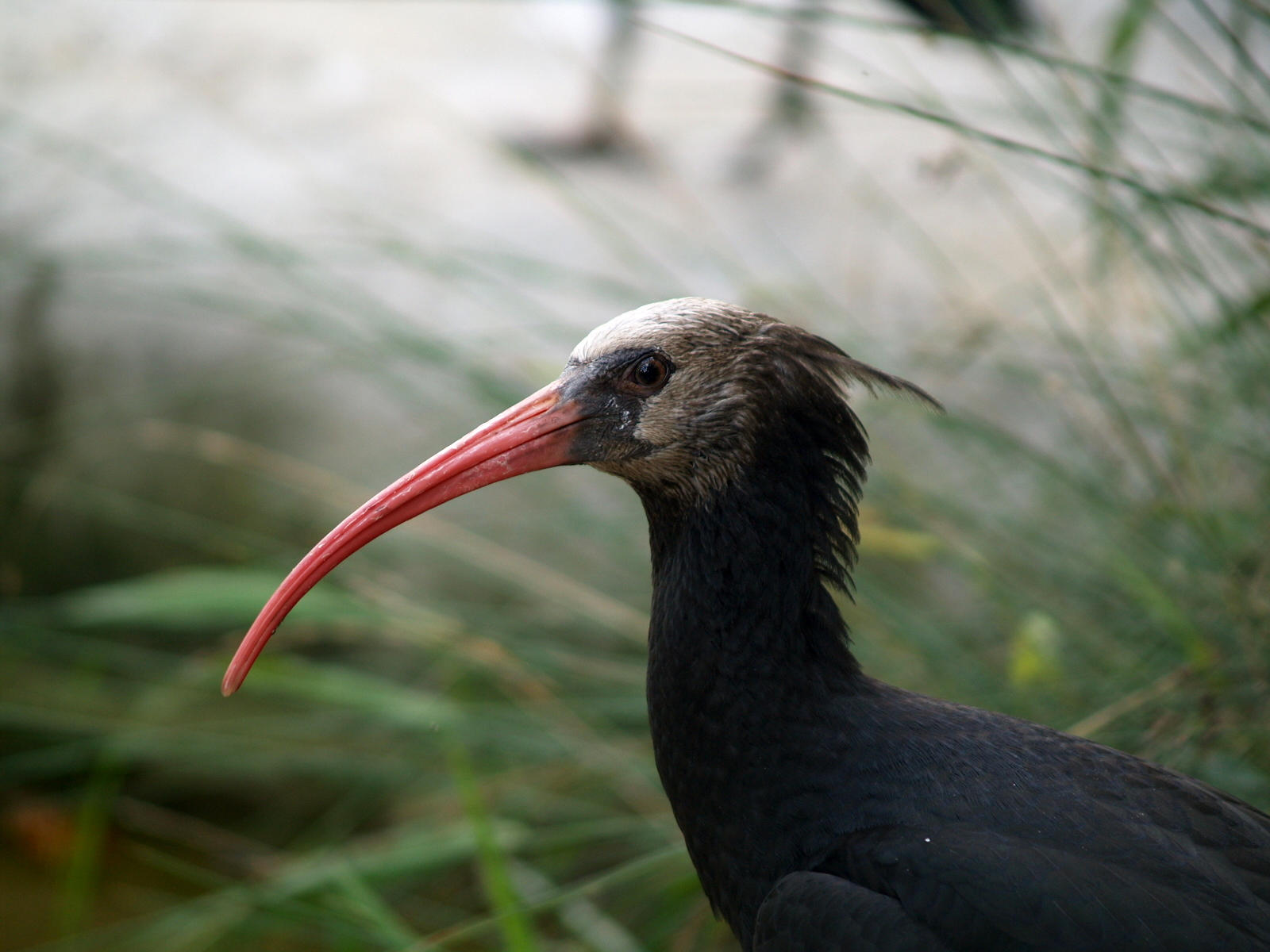
Un giovane esemplare mostra chiaramente la diversa colorazione della pelle della testa.

Gli esemplari giovani di ibis eremita esibiscono già il tipico piumaggio nero: tuttavia il becco è di colore grigio-nerastro e le zone di pelle nuda, molto meno estese che nell'adulto, sono dello stesso colore. I giovani presentano infatti piume lanceolate piuttosto rade di colore grigio-biancastro su tutta la testa, fatta eccezione per un cerchio di pelle nuda attorno agli occhi ed al becco. Tali piume tendono a cadere con l'età, e le zone di pelle nuda tendono ad acquistare il colore rossiccio tipico dell'adulto man mano che l'animale cresce e raggiunge la maturità.

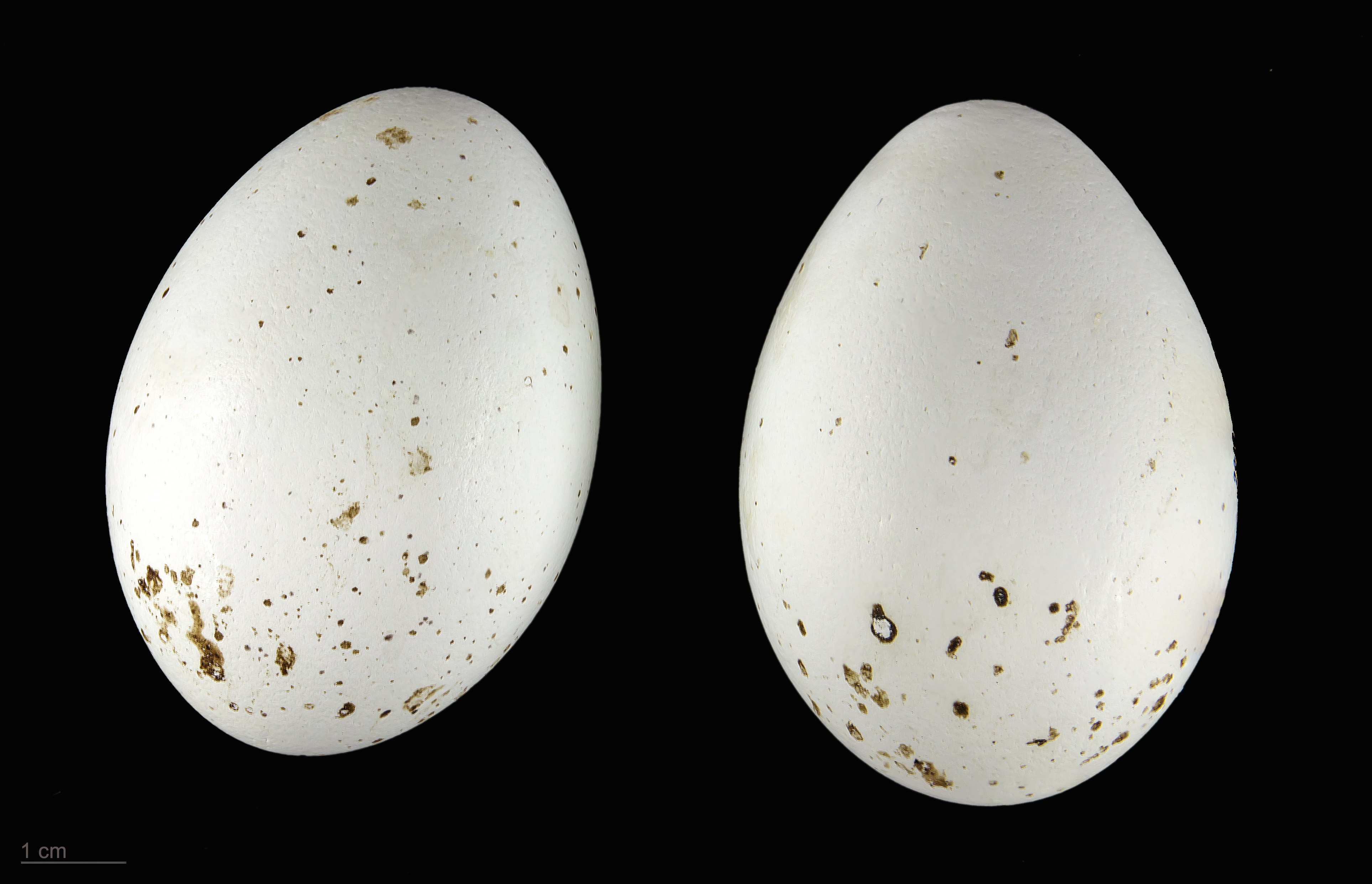
Geronticus eremita

L'aspettativa di vita dell'ibis eremita in cattività è di circa 25 anni: il record di longevità è di 37 anni per un maschio e di 30 per una femmina. In natura, si pensa che la speranza di vita di questi uccelli non oltrepassi i 15 anni.

## Conservazione
L'ibis eremita è stato uno dei primi animali in assoluto a divenire una specie protetta: fu infatti l'arcivescovo di Salisburgo Leonhard von Keutschach, nel 1504, ad emanare un decreto che sanciva il divieto assoluto per chiunque, eccezion fatta per i nobili, di uccidere questi uccelli, già allora in declino. Tale decreto risultò tuttavia poco efficace, in quanto ben presto l'ibis eremita si estinse in Austria, come anche nel resto d'Europa.
Come specie in pericolo critico, l'ibis eremita è una delle specie principali alle quali si rivolge il piano di conservazione AEWA: la specie figura inoltre nell'appendice I della CITES, il che vuol dire che la cattura ed il commercio di questi animale è illegale e può avvenire solo in casi eccezionali, ad esempio a scopo di ricerca e con le opportune certificazioni.
Il monitoraggio delle popolazioni marocchine di ibis eremita è affidato agli esperti di BirdLife International in collaborazione col personale del parco nazionale di Sous-Massa. Per la prima volta nella storia della specie, nel 2008 è stata registrata una crescita del numero di individui nella colonia: tale crescita si è avuta semplicemente rifornendo la colonia di acqua, limitando l'accesso dei turisti per limitare le fonti di disturbo e incentivando i contadini della zona a mantenere la tradizionale rotazione biennale delle colture, per lasciare agli uccelli del terreno dove cercare il cibo.
La causa principale della diminuzione del numero di ibis eremiti del Marocco rimane tuttavia la predazione di uova e nidiacei da parte del corvo imperiale, mentre pare che gli adulti non abbiano predatori specifici, sebbene si pensi che, al pari del congenere ibis calvo, possano cadere di tanto in tanto preda di grossi uccelli rapaci. A causa dell'esiguità numerica, tuttavia, le colonie sono estremamente suscettibili ad epidemie o carestie, che possono decimarle in qualsiasi momento.
In Siria sono state recentemente varate misure di protezione per la piccola popolazione della zona: anche Yemen ed Etiopia, tappe obbligate della migrazione delle popolazioni residenti in Medio Oriente, hanno preso alcune misure atte allo scopo.
Nel 2003 venne tenuta ad Innsbruck una conferenza nella quale vennero tracciate le linee guida per la conservazione e la reintroduzione dell'ibis eremita a livello europeo.
Nell'ambito della conferenza vennero prese alcune importanti decisioni:
- Il divieto di introduzione di esemplari provenienti dalla cattività nelle colonie marocchina e siriana di ibis eremiti, le quali devono potersi sviluppare in autonomia.
- Il divieto di meticciamento fra le due popolazioni di ibis, quella orientale e quella occidentale.
- L'allevamento a mano dei nidiacei, con speciali guanti atti ad imitare il collo e la testa dei genitori, per evitare un'eccessiva confidenza con l'uomo dei giovani.

Una seconda conferenza, tenuta in Spagna nel 2006, si prefisse come obiettivo primario la ricerca di eventuali colonie riproduttive in Nordafrica e Medio Oriente: venne inoltre reiterato l'invito a migliorare le condizioni di pulizia e manutenzione delle voliere di Bireçik, mentre vennero abbandonati eventuali progetti atti a consentire la migrazione di esemplari provenienti dalla cattività

### In cattività

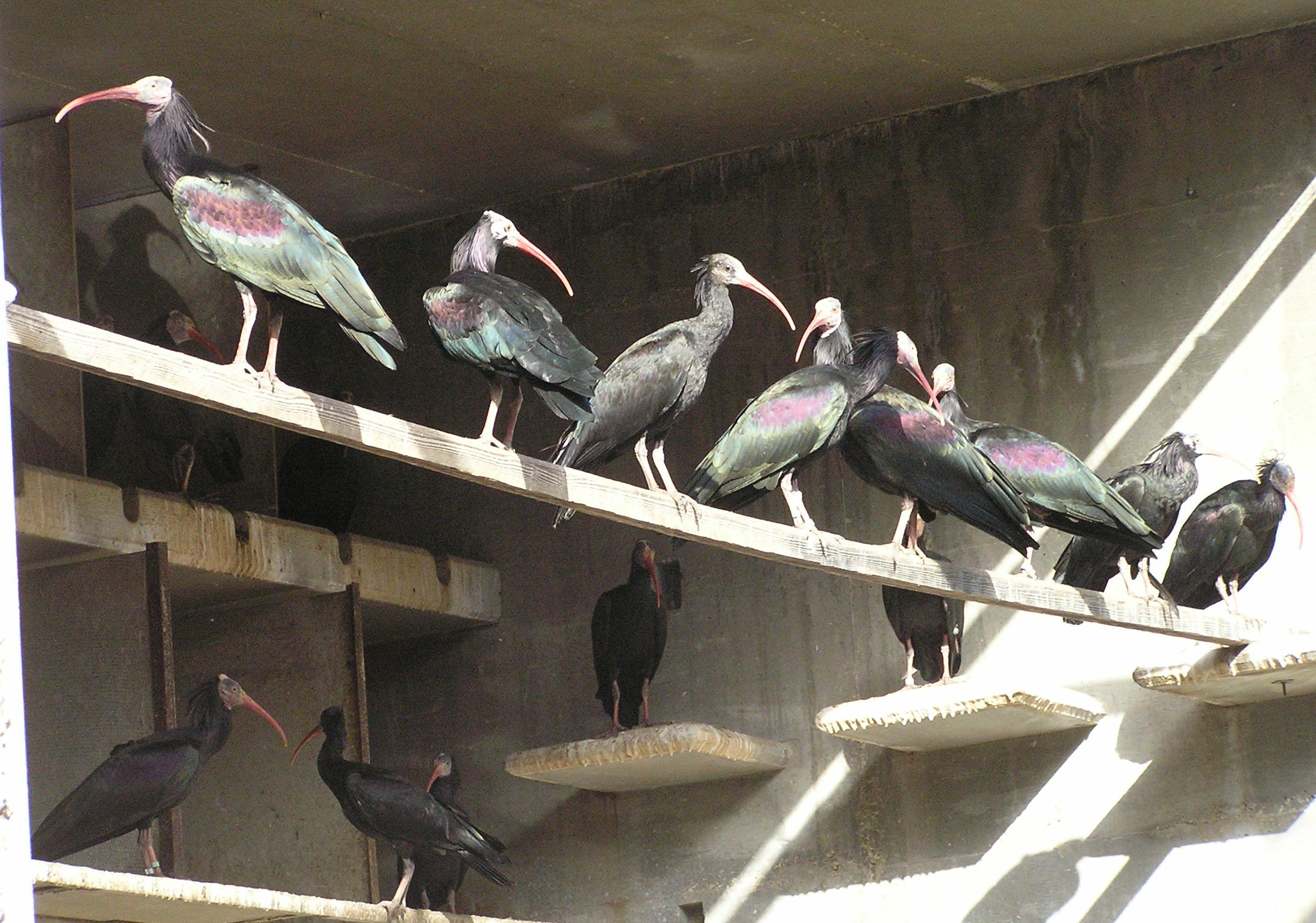
Ibis eremita in voliera.

In 45 zoo in tutta Europa sono presenti circa 850 ibis eremiti, cui si sommano altri 250 esemplari censiti in Giappone e Nord America. Tutti gli ibis eremiti attualmente presenti in cattività, fatta eccezione per quelli della popolazione turca, sono di provenienza marocchina e perciò appartenenti alla popolazione occidentale. In particolare, essi provengono da tre grandi linee di sangue: una proveniente da esemplari tenuti nello zoo di Basilea nei tardi anni cinquanta, una costituita da discendenti di uccelli prelevati negli anni settanta nello zoo di Rabat, ed una terza costituita da esemplari prelevati dal Naturzoo di Rheine fra il 1976 ed il 1978.
Anche in Italia è presente una piccola popolazione di 180 ibis eremiti in cattività, sita a Fagagna (UD), dove negli ultimi anni alcuni ibis eremiti di provenienza austriaca si fermano per svernare.
Un problema endemico degli esemplari provenienti dalla cattività è l'alta percentuale di problemi a livello dermico che si riscontra su questi ultimi: il 40% degli ibis eremiti tenuti in cattività soffre di dermatite cronica ulcerativa, che ha come conseguenze la perdita di penne e la comparsa di ulcerazioni, specialmente a livello del collo, delle spalle e della parte inferiore dell'ala. Gli ibis in cattività possono inoltre soffrire di numerose malattie a livello osseo, gastrico o cardiaco.

### Reintroduzione
Gli zoo europei producono una media di 80-100 giovani esemplari l'anno: di questi, in passato la maggior parte venivano lasciati liberi di tentare la migrazione verso sud con l'approssimarsi dell'inverno. Tuttavia, i risultati sconfortanti pervenuti a più riprese hanno fatto sì che questa pratica venisse abbandonata.
In Austria sono attualmente in corso due progetti di reintroduzione: nella cittadina di Grünau viene mantenuta una colonia riproduttiva in semilibertà, similmente a quanto avviene in Turchia: di questa popolazione si studiano in particolare le interazioni sociali e l'eventuale presenza di un apprendimento che consenta agli esemplari più giovani di apprendere le rotte migratorie dai genitori. Il progetto si prefigge di guidare uno stormo di ibis tramite aerei ultraleggeri, definendo una rotta migratoria che i superstiti possano poi insegnare ai loro discendenti: nel 2002 undici individui provenienti dallo zoo di Vienna e dalla colonia di Grünau vennero addestrati a seguire due ultraleggeri: partiti da Scharnstein, scelsero di svernare nella laguna di Orbetello, in provincia di Grosseto. A causa delle condizioni meteorologiche avverse, tuttavia, gli uccelli dovettero essere trasportati su ruote per la maggior parte del viaggio.
Negli anni successivi, queste migrazioni pilotate hanno avuto maggiore successo, con gli uccelli che svernano regolarmente in Toscana per poi ritornare al nord.
In Spagna è stato invece lanciato il proyecto Eremita, consistente nel rilascio di una trentina di individui in un terreno di proprietà del Ministero della Difesa sito nella città di Barbate (provincia di Cadice). Gli uccelli venivano monitorati da volontari della società di storia naturale locale, coordinati dallo zoo di Jerez de la Frontera e del parco nazionale di Doñana. Il progetto, finanziato dal Ministero dell'Ambiente della comunità andalusa, ha dato i suoi frutti e nel 2008 sono state deposte due uova: si tratta del primo caso accertato di riproduzione di ibis eremita nel Paese dopo almeno 500 anni, visto che l'ultimo documento in cui si parla esplicitamente di riproduzione di questi uccelli in Spagna è un trattato sulla falconeria del XV secolo. Precedentemente, erano stati rilasciati fra il 2005 ed il 2006 16 esemplari, tuttavia non si è saputo più niente di loro, ad eccezione dell'avvistamento di uno di essi (riconosciuto grazie agli anelli identificativi posti sulle zampe) sui monti dell'Atlante.
Anche in Marocco vi sono progetti di reintroduzione dell'ibis eremita, in particolare nelle aree montuose del nord-est del Paese. L'intenzione è quella di stabilire popolazioni stanziali in aree dove esse erano presenti fino agli anni ottanta, a partire da esemplari tenuti in cattività (senza intaccare quindi le già vulnerabili colonie selvatiche). Il primo nucleo di ibis è stato introdotto sui monti del Rif nel 2000: esso è stato poi rimpinguato dall'arrivo di altri esemplari nel 2004, raggiungendo la consistenza di 13 esemplari. Due anni dopo si ebbero le prime schiuse di uova, con il raggiungimento dell'età adulta da parte di sei nidiacei. L'intenzione è quella di cominciare l'introduzione nella zona una volta che la nuova colonia abbia raggiunto le 40 unità.
La reintroduzione della specie rischia di venire compromessa a causa di abbattimenti illegali ad opera di bracconieri soprattutto nel periodo della migrazione autunnale, ossia in periodo venatorio: in pochi giorni, nell'autunno del 2016, in Italia, sono stati rinvenuti morti quattro esemplari colpiti da una o più fucilate. Gli esemplari di Ibis erano partiti dell'Austria e facevano parte del programma di reintroduzione Waldrappteam.

## Rapporti con l'uomo
L'ibis eremita viene considerato un uccello sacro o comunque tenuto in grande considerazione in numerose culture.

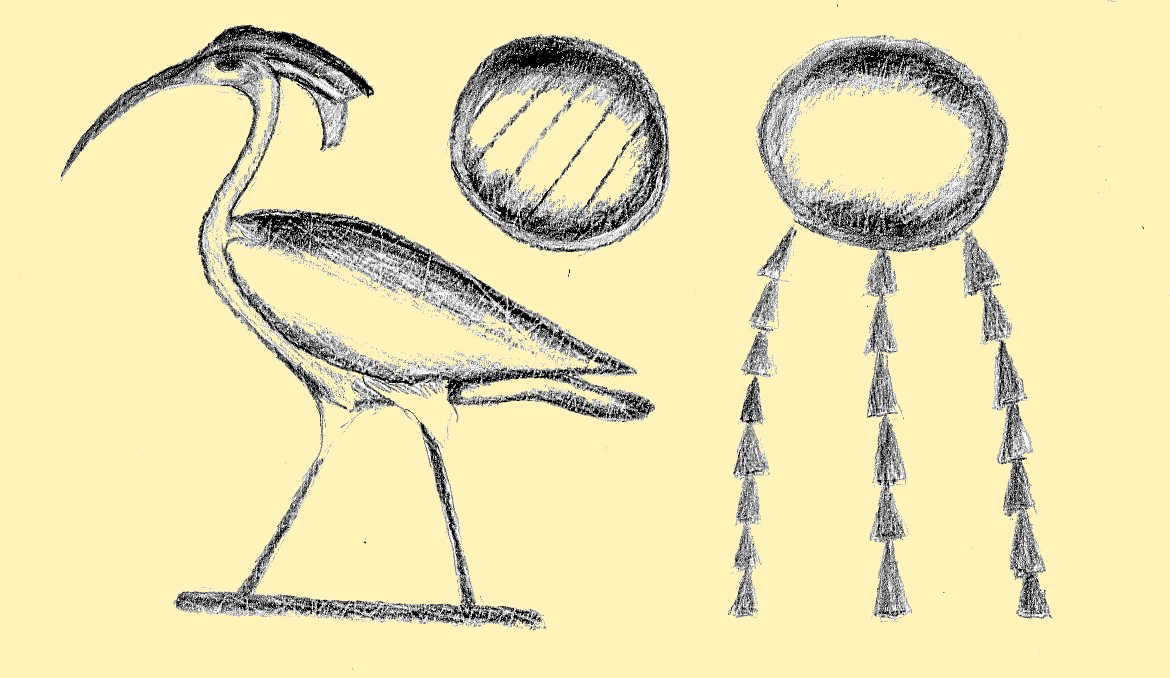
Il simbolo ahk, raffigurante un ibis eremita.

Nell'antico Egitto, assieme all'ibis sacro, l'ibis eremita era adorato come reincarnazione di Thoth, lo scriba degli dèi: la stessa parola akh, dal significato di "risplendere", veniva espressa nei geroglifici con un ibis eremita stilizzato, probabilmente in virtù dei riflessi metallici del piumaggio di questo uccello.

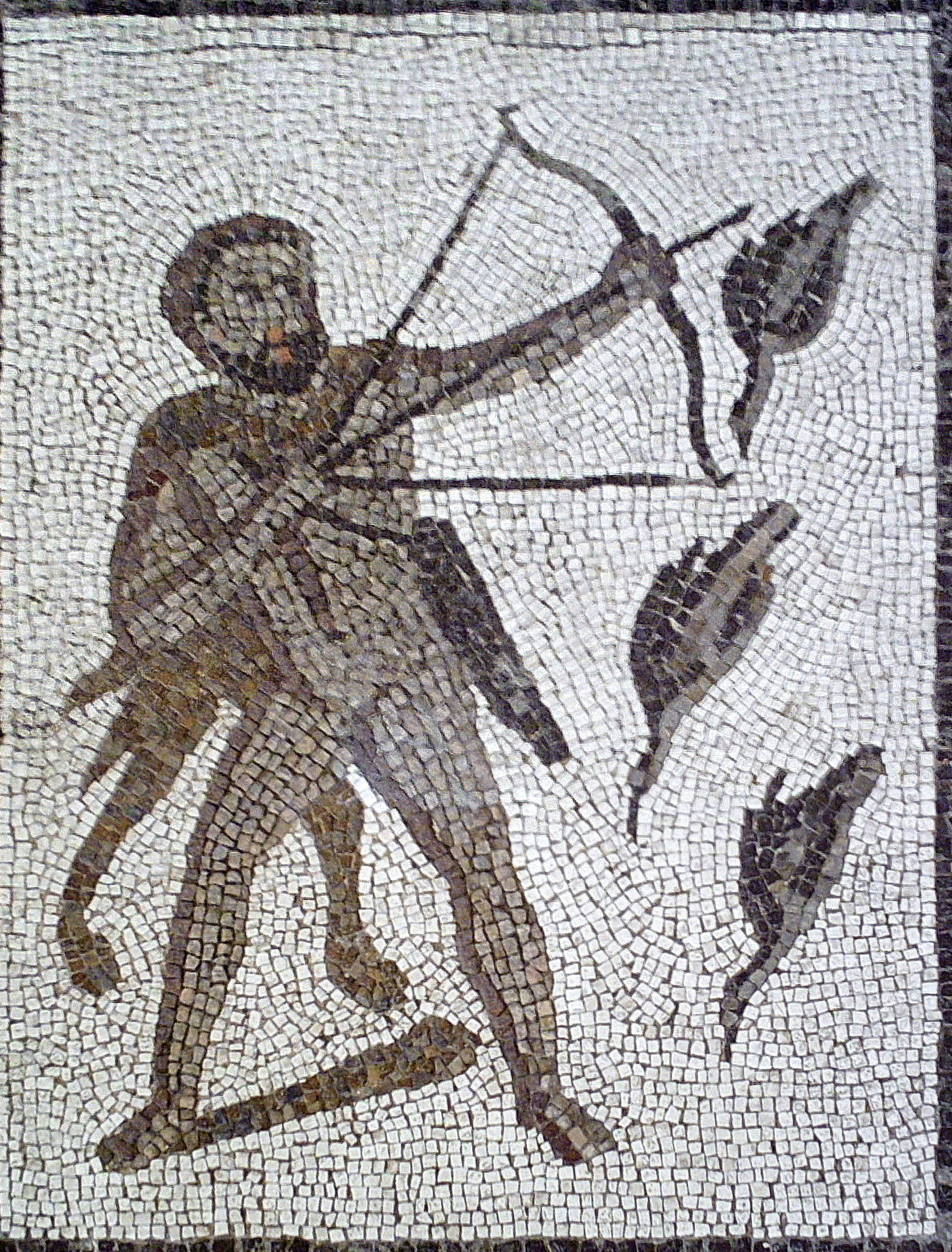
Ercole uccide gli uccelli del lago Stinfalo.

Erodoto parla degli uccelli del lago Stinfalo, muniti sulle ali di piume metalliche che potevano lanciare a mo' di dardi verso le proprie vittime: una delle dodici fatiche di Eracle consisté proprio nel liberare il lago Stinfalo da questi uccelli. Si pensa che questi uccelli mitologici siano stati concepiti basandosi proprio sull'ibis eremita, sebbene le loro abitudini paludicole li rendano più affini all'ibis sacro.
Nell'area della città di Bireçik sussiste invece la tradizione che vuole che l'ibis eremita sia stato uno dei primi uccelli che Noè lasciò scendere dall'Arca e pertanto viene considerato un simbolo di fertilità, considerato anche il fatto che il ritorno di questi uccelli dalle proprie migrazioni coincide con l'arrivo della bella stagione e quindi con la maturazione dei frutti della terra.
L'ibis eremita viene inoltre raffigurato sui francobolli di numerosi Paesi: Austria, Marocco, Algeria, Sudan, Siria, Turchia, Yemen (luoghi dove l'animale ha vissuto o vive a tutt'oggi, oppure che frequenta durante le migrazioni), isola di Jersey (dove è presente una piccola popolazione di questi uccelli).